# تارون (ارمنستان باستان)

منطقه تارون در زمان ارمنستان اشکانی

تارون (به زبان ارمنی Տարոն - به زبان یونانی Ταρών, Tarōn - به زبان لاتین Taraunitis)، یک منطقه تاریخی است از سده‌های میانی آغازین که بخشی از منطقه تاریخی توروبران یکی از ولایت‌های ارمنستان بزرگ که حدوداً در محدوده استان موش، ترکیه امروزی بود.

## سده‌های میانی آغازین
تارون محل نبردهای ساسانیان-امپراتوری روم شرقی در زمان پادشاهی ساسانی خسرو پرویز بین سال‌های ۵۹۰ تا ۶۲۸ میلادی بود. تارون غالباً توسط ساسانیان مورد تاخت و تاز قرار می‌گرفت. تارون محل پنج نسل از امیر نشین‌های مامیکونیان‌ها بود. هر کدام از امیرنشین‌های مامیکونیان‌ها علاوه بر داشتن دشمن مشترک مانند اعراب رقیب یکدیگر بودند و سعی می‌کردند، هر یک بر دیگری چیره شود و بر آن منطقه حکمرانی کند. «موشق»، «واهان»، «سمبات»، پسرش «واهان کامساراکان» و پسر دومش «تیران».
یکی از مهم‌ترین زیارتگاه‌های ارمنیان در منطقه تارون، کلیسای کاراپت مقدس می‌باشد که توسط گریگور روشنگر در سده چهارم میلادی بنا شده بود. این مکان نه تنها اهمیت مذهبی داشته، بلکه یکی از مراکز مهم علمی منطقه تا سال۱۹۱۵میلادی به شمار می‌رفته است. این کلیسا پس از نسل‌کشی ارمنی‌ها توسط دولت ترکیه به طور کامل تخریب شد.

## تاریخ

منطقه تارون در زمان دودمان باگراتونی

با مرگ موشق ششم مامیکونیان در نبرد باگرواند در آوریل ۷۷۵ میلادی، آشوت چهارم باگراتونی، از پادشاهان دودمان باگراتونی موفق شد پس از یک دوره نبرد و درگیری با اعراب بر آن منطقه تسلط یابد. دودمان باگراتونی تا سال ۹۶۷ میلادی بر آن منطقه حکمرانی کرد.
- آشوت چهارم باگراتونی، تا ۸۲۶ میلادی.
- باگرات دوم باگراتونی، تا ۸۵۱ میلادی.
- آشوت دوم باگراتونی، تا ۸۷۸ میلادی.
- داوید، برادر آشوت دوم باگراتونی تا ۸۹۵ میلادی.
- گورگن، پسر آشوت دوم باگراتونی تا ۸۹۶ میلادی.
- تارون تحت تسلط اعراب. رهبری به نام احمد شیبانی، تا ۸۹۸ میلادی.
- گریگور یکم تارون، تا ۹۳۶ میلادی.
- باگرات دوم، تا ۹۴۰ میلادی.
- آشوت سوم تارون، تا ۹۶۷ میلادی.

بعد از مرگ آشوت سوم در ۹۶۷ میلادی، دو پسرش گریگور دوم تارون، و «باگرات سوم تارون» بر آن منطقه حکمرانی کردند. منطقه تارون تا بین، سده یازدهم و سده دوازده میلادی توسط یک خانواده اشرافی امپراتوری روم شرقی به نام «تارونیتس» اداره می‌شد.
در زمان حاکمیت امپراتوری روم شرقی منطقه تارون با منطقه تاریخی به نام «کِلْتزِنه» (شهر ارزنجان کنونی) متحد و یکی شد. امپراتوری روم شرقی در نبرد ملازگرد در مقابل سلجوقیان از این منطقه دفاع کردند. بعدها این منطقه توسط یک شاهزاده ارمنی به نام «تورنیک» که از نجیب زادگان خانواده تارون بود اداره می‌شد و آنجا را پایتخت خود انتخاب کرد تا اینکه در سالهای ۱۱۸۹/۹۰ میلادی توسط ترکها مورد تاخت و تاز قرار گرفت.